# K.A.V. Capitolina Rome
De Katholische Akademische Verbindung Capitolina  (K.A.V. Capitolina) is een katholieke studentenvereniging in Rome, opgericht in 1986 en lid van van het Cartellverband der katholischen deutschen Studentenverbindungen (CV). De meeste leden zijn afkomstig uit Duitsland en Oostenrijk, maar ook Zwitserland, Italië, België en Zweden zijn vertegenwoordigd. De voertaal is Duits.

## Geschiedenis
Het bekendste lid is Benedictus XVI, die in 1986 samen met nog een aantal prominenten en in Rome verblijvende leden van verschillende CV- en ÖCV-Verbindungen de vereniging oprichtte.
Capitolina heeft vier principes, nl. Religio, Scientia, Amicitia en Patria. Vanwege het internationale karakter van de vereniging, wordt dit laatste niet als uitsluitend Duits ingevuld, zoals bij andere CV-Verbindungen, die op enkele na ook het Patria-principe kennen, het geval is.
Op dit ogenblik (januari 2007) telt de vereniging 257 leden. Zoals bij CV-Verbindungen gebruikelijk, blijft men ook na zijn studies lid.

## Ereleden

### in leven
- Elmar Mäder, commandant van de Zwitserse Garde
- Arnold Othmar Wieland, oud-Grootmeester van de Duitse Orde
- Friedrich Ruth, ereambassadeur

### overleden
- Kardinaal Opilio Rossi
- Kardinaal Corrado Bafile
- Aartsbisschop Donato Squicciarini
- Aartsbisschop Alois Wagner

## Leden

### in leven
- Zijne Heiligheid Paus Benedictus XVI
- Kardinaal Paul Josef Cordes, voorzitter van de Pauselijke Raad Cor Unum
- Prelaat Walter Brandmüller, voorzitter van Pauselijke Comité voor Geschiedkunde te Rome.
- Mgr.Christoph Kühn, leider van de Duitstalige afdeling van de eerste sectie van het Staatssecretariaat van de Heilige Stoel
- Herbert Schambeck, jurist, voorzitter van de Oostenrijkse Bondsraad

### overleden
- Mgr. Richard Mathes, Prof., rector van het Collegio Teutonico di Santa Maria dell'Anima van 1998 tot 2004.

## Liederen

### Bundeslied
Roma, Stadt am Tiberstrande
T.: Gerhard Meissner (Asc, Cp) 1991
M.: Heidelberg, du Jugendbronnen von Otto Lob (1837-1906)
1. Roma, Stadt am Tiberstrande, seit Jahrhunderten bis heut’,
viele Künstler und Gelehrte preisen deine Herrlichkeit.
Stadt der Päpste und der Heil’gen, Schönheit schmückt dich ohne Maß,
Roma, mundi universi, caput in aeternitate,
Roma, mundi universi, caput semper maneas.
2. Viele Legionen stritten für Dich rund ums Mittelmeer,
hier, wo Caesar und Augustus zogen im Triumph einher,
ihre Foren, Bogen, Säulen künden ohne Unterlass:
Roma, mundi universi, caput in aeternitate,
Roma, mundi universi, caput semper maneas.
3. Wo Apostelfürsten gaben gläubig Christi Lehren kund,
viele Märt’rer grausam starben in des Colosseums Rund.
Du den Geist der Glaubenszeugen in die Welt getragen sahst,
Roma, mundi universi, caput in aeternitate,
Roma, mundi universi, caput semper maneas.
4. Als zerstörten fremde Völker einstens der Cäsaren Macht,
wuchs aus Trümmern stets aufs neue unsre Stadt in hehrer Pracht.
In der Zeiten Auf und Nieder sahst du weder Ruh’ noch Rast,
Roma, mundi universi, caput in aeternitate,
Roma, mundi universi, caput semper maneas.
5. Wo die Päpste glanzvoll herrschten, prägten das Gesicht der Stadt,
wo sich Quader, Säulen, Kuppeln wölben über Petri Grab.
Die du mit dem Stuhle Petri der Christenheit ihr Zentrum gabst,
Roma, mundi universi, caput in aeternitate,
Roma, mundi universi, caput semper maneas.
6. Roma, über deine Kuppeln schalle unser Burschensang,
deine Glocken ihn begleiten froh die sieben Hügel lang.
Capitolinas stolze Burschen dich haben in ihr Herz gefasst:
Roma, mundi universi, caput in aeternitate,
Roma, mundi universi, caput semper maneas.